# Коромысло пильчатое
Коромысло пильчатое (Aeshna serrata) — вид стрекоз семейства коромысловых (Aeshnidae). Балтийские популяции этого вида описаны под названием Aeshna osiliensis Mierzejewski, 1913, однако морфологические различия между ним и, собственно, Aeshna serrata почти не определяются.

## Описание
Длина тела стрекоз достигает 7,5—8 см, а размах крыльев 11 см. Длина брюшка 50—62 мм, длина заднего крыла 48—53 мм. Весьма крупный вид, сходный с Aeshna juncea. Характеризуется ясно выраженным, длинным и тонким продольным отрезком Т-образной чёрной фигурой на лбу, который не короче поперечного отрезка той же фигуры (у остальных видов семейства эта линия не выражена или прерывистая или же ясная, но толстая и короткая). Самок можно опознать по полным жёлтым доплечевым полосам, отсутствующим у самок всех остальных видов рода.

## Биология
Время лёта: с июля по сентябрь включительно. Вид предпочитает стоячие водоемы, заросшие тростником, камышом или хвощами. В Прибалтике вид встречается преимущественно в солоноватых приморских водоемах с густыми зарослями тростника.
В июле и августе в сумеречное, а порой и дневное время над прудами можно наблюдать активный трофический лёт многих (до нескольких десятков) особей. В этом время самцы и самки активно кормятся и не преследуют друг друга, проявляя склонность к агрегации в какой-либо части пруда.

## Ареал
Глобальный ареал этого транспалеарктического вида исследован не до конца. Считается, что вид имеет основную зону распространения в открытых и полуоткрытых степях умеренных частей Азии (Южный Урал, северный и восточный Казахстан, северный Кыргызстан, западная и северная Монголия). Однако последние данные свидетельствуют о том, что этот вид распространяется на восток до восточных степных районов Восточной Сибири и даже до Камчатки. На север простирается до севера европейской части России и республики Коми.
На юге вид известно из восточного Туркменистана, восточной Турции и стран Южного Кавказа (Грузия, Армения). На западе вид известен из Эстонии, южной Финляндии и южной Швеции, где он размножается как в солоноватом Балтийском море, так и во внутренних водоемах. Недавно он был обнаружен в северной части Дании (2006—2010 годы).
Вид был включён в состав фауны Донецкой области Украины. Однако, обитание здесь этого северного вида очень сомнительно, поскольку южная граница его ареала проходит на значительном расстоянии от северных границ Украины.